# ایگور گوچانین
ایگور گوچانین (انگلیسی: Igor Gočanin؛ زادهٔ ۲۴ ژوئیهٔ ۱۹۶۶) بازیکن واترپلو اهل یوگسلاوی بود.
وی در مسابقات کشوری و بین‌المللی در مجموع برندهٔ ۱ مدال طلا شده‌است.